# Bruno Teles
Bruno Martins Teles  (Alvorada, Brasil, 1 de mayo de 1986), o simplemente Bruno Teles, es un exfutbolista brasileño que jugaba de defensa. 

## Clubes
| Club                           | País     | Año       |
| ------------------------------ | -------- | --------- |
| Grêmio F. B. P. A.             | Brasil   | 2006-2009 |
| Portuguesa Desportos (cedido)  | Brasil   | 2008      |
| Sport Club do Recife (cedido)  | Brasil   | 2009      |
| E. C. Juventude (cedido)       | Brasil   | 2009      |
| Vitória S. C.                  | Portugal | 2010-2012 |
| P. F. C. Krylia Sovetov Samara | Rusia    | 2012-2015 |
| C. R. Vasco da Gama            | Brasil   | 2015-2016 |
| Mogi Mirim E. C.               | Brasil   | 2016      |
| América Mineiro                | Brasil   | 2016-2017 |
| Rio Ave F. C.                  | Portugal | 2017-2018 |
| F. C. Paços de Ferreira        | Portugal | 2018-2020 |
| Académica de Coimbra           | Portugal | 2020-2021 |
| G. D. Chaves                   | Portugal | 2021-2022 |